# Parafia św. Maksymiliana w Zduńskiej Woli
Parafia Świętego Maksymiliana Marii Kolbego w Zduńskiej Woli – rzymskokatolicka parafia w Zduńskiej Woli, należąca do diecezji włocławskiej i dekanatu zduńskowolskiego. Obsługiwana przez księży diecezjalnych.

## Historia
Parafia została erygowana 14 sierpnia 1989 r. W latach 1991–2000 wzniesiono murowany kościół parafialny według projektu architekta Ludwika Mackiewicza. Świątynia został konsekrowana 15 października 2000 r. przez bp. Bronisława Dembowskiego.

## Proboszczowie
- ks. Ryszard Kucharski (1988–2023)[2]
- ks. Stanisław Siurdyga (od 2023)[2]